# Seo Bongsoo
Seo Bongsoo (Coréen: 서봉수, Hanja: 徐奉洙), né le 1er février 1953, est un joueur de go professionnel en Corée.

## Biographie
Seo Bongsoo est devenu professionnel en 1970, puis 9e dan en 1986. Il était le principal rival de Cho Hunhyun dans les années 1980. Pendant leur carrière, Seo et Cho ont disputé plus de 350 matchs officiels, ce qui semble être un record mondial en la matière. Pendant les années 1990, il rivalisait en Corée avec Cho Hunhyun, Lee Chang-ho et Yoo Changhyuk.

## Titres
| Titre                 | Années                        |
| --------------------- | ----------------------------- |
| Titres nationaux      | 20                            |
| Wangwi                | 1975, 1980                    |
| Guksu                 | 1986, 1987                    |
| KBS Baduk Wang        | 1983                          |
| Coupe GS Caltex       | 1999                          |
| Chaegowi              | 1980                          |
| Gukgi                 | 1980, 1988, 1992              |
| Kiwang                | 1983, 1988                    |
| Myungin               | 1971 - 1974, 1976, 1978, 1983 |
| Titres internationaux | 2                             |
| Coupe Ing             | 1992                          |
| Coupe Tong Yang       | 1991                          |